# Bibelen - Ny Verden-Oversættelsen
Bibelen - Ny Verden-Oversættelsen og tidligere Ny Verden-Oversættelsen af De Hellige Skrifter er titlerne på en række danske bibeloversættelser udarbejdet af Jehovas Vidner. Der findes udgaver på 193 sprog med et samlet oplagstal på 238 millioner.
Denne bibeloversættelse blev for første gang udgivet i 1974 for Det Nye Testamentes vedkommende, og derefter i 1985 hvor det var den første privatoversættelse af hele Bibelen til dansk i 129 år. Oversættelsen blev lettere revideret i 1993. En revision i 2017 har derimod nærmest karakter af en nyoversættelse, da udgaven fra 1993 holder sig til en næsten ord-for-ord gengivelse, hvor 2017-udgaven lægger meget større vægt på et "nutidigt og letforståeligt sprog". Den er udkommet i en række forskellige udgaver, bl.a. en lommeudgave, som en studieudgave i stort format med fodnoter, krydshenvisninger, bibelordbog samt en række tillæg med kommentarer til detaljer i oversættelsen. Desuden findes en række elektroniske udgaver som tekst og lydfiler, blandt andet som app og online på internettet.

## Formål og grundlag
Forordet til den danske studieudgave fra 1993 angiver at oversættelsen tilstræber at gengive grundteksten i et forståeligt og nutidigt sprog, og at der samtidigt er oversat så ordret som muligt undtaget hvor det resulterer i en uforståelig mening på nudansk. Der nævnes også at det er en næsten ord-for-ord-gengivelse af grundteksten, og at man har tilstræbt at gøre oversættelsen så konsekvent som muligt ved at hvert eneste vigtigere hebraisk eller græsk ord eller udtryk oversættes med det samme danske ord eller udtryk alle steder.
Ifølge titelbladet i Ny Verden-Oversættelsen fra 1993 er den danske udgave oversat fra den reviderede engelske udgave af 1984, og er ”omhyggeligt sammenholdt med den hebraiske, aramaiske og græske grundtekst”. Tekstgrundlaget for den engelske udgave omfatter følgende: For den hebraiske tekst (GT) er grundlaget især Rudolf Kittels ”Biblia Hebraica” (1951-55) og ”Biblia Hebraica Stuttgartensia” (1977), men suppleret med kildemateriale fra omkring 12 ældre hebraiske, samaritanske, aramaiske, græske, syriske, latinske, koptiske, ætiopiske og armenske bibelhåndskrifter. Som grundlag for den græske tekst (NT) er især benyttet Westcott og Horts græske tekst (1881), men suppleret med græske tekster af Nestle (1948), Merk (1948), Nestle-Aland (1979) og United Bible Societies (1975). Desuden er der anvendt kildemateriale fra over 50 ældre græske, syriske, koptiske, armenske og latinske bibelhåndskrifter og -oversættelser.

## Kendetegn og kritik
Ny Verden-Oversættelsen er kendetegnet ved at bruge egennavnet "Jehova" næsten 7.000 steder som oversættelse af Det Gamle Testamentes hebræiske gudsnavn JHVH; og 237 steder i Det Nye Testamentes græske tekst, hvor skribenten citerer fra den hebræiske tekst. Andre danske bibeloversættelser fra nyere tid bruger her "HERREN", "Herren", "Gud" og i få oversættelser "Jahve" eller "Jahwæ". . Sognepræst Christian H. Kalkars danske bibeloversættelse fra 1847 er den eneste anden komplette danske bibeloversættelse der konsekvent bruger egennavnet "Jehova" for skaberen, Gud. Oversættelsen er blevet kritiseret af nogle for at indsætte ordlyden "Jehova" i Det Nye Testamente hvor den originale tekst har det græske ord kyrios, "herre". Jehovas Vidner begrunder dette valg med at hovedparten af stederne citerer tekster fra Det Gamle Testamente som bruger tetragrammet JHVH; og at nyere fund af fragmenter af den græske Septuaginta-oversættelse helt tilbage fra Jesu tid, som der blev citeret fra, faktisk indeholder JHVH skrevet med hebraiske bogstaver.
Oversættelsen er også kendetegnet ved flere steder at afvige på væsentlige detaljer fra de mest udbredte bibeloversættelser, hvilket naturligt har mødt kritik fra andre kirkelige kredse. Jehovas Vidner mener at mange bibeloversættelser på visse punkter er unøjagtige og gennem århundreder er påvirket af kirkernes traditioner og trosbekendelser. De nævner især at man systematisk har skjult Guds navn, samt Indflydelse fra en række kirkelige doktriner som Jehovas Vidner betragter som myter og løgne, især: sjælens udødelighed, læren om helvede og læren om treenigheden. Som et resultat af Jehovas Vidners bibelstudium, oversættelsesarbejde og studium af disse kirkelige doktriners oprindelse har de forkastet dem, fordi de mener de er af hedensk oprindelse og ikke finder nogen støtte i en nøjagtigt oversat bibeltekst.
Et studium af historien for brugen af det græske ord stauros' (σταυρός) som på klassisk græsk betød en opretstående pæl, men traditionelt oversættes med "kors", og korsets førkristne historie, førte til at Jehovas Vidner i første halvdel af det 20. århundrede holdt op med at bruge korset på deres tidsskrifter og i deres gudsdyrkelse. Dette afspejles også i Ny Verden-Oversættelsen, hvor det græske ord stauros' oversættes med "marterpæl" og "pælfæstelse".
Andre detaljer der kom frem i oversættelsesarbejdet, resulterede i ændringer af Jehovas Vidners organisationsstruktur og lærepunkter. For eksempel fik man i anden halvdel af det 20. århundrede en mere nøjagtig forståelse af Bibelens brug af det græske ord presby′teros, der betyder ”ældste”, men ofte oversættes ”præst”. Deres bibelstudium overbeviste dem om at der ikke burde være én leder af hver menighed, eller af trossamfundet som sådan, men et råd af ligestillede ”ældste”. Det førte til at man ændrede organiseringen af menighederne overalt i verden.
De forskellige udgaver af Ny Verden-Oversættelsen i bogform kan ikke købes, men kan fås hos lokale menigheder af Jehovas Vidner eller hos forlaget, Vagttårnets Bibel- og Traktatselskab i Holbæk. Det følger den sædvanlige fremgangsmåde fra forlaget, hvor publikationerne ofte er mærket med teksten "Denne publikation må ikke sælges. Den er udgivet i forbindelse med et verdensomspændende bibelundervisningsarbejde som financeres ved frivillige bidrag". En del af udgaverne findes på danske biblioteker, og der er en række offentligt tilgængelige online-udgaver.
Udgiverne skriver at "Jehovas Vidner hilser saglig kritik af deres oversættelse velkommen" og "enhver bibeloversættelse må til stadighed revideres for at stå mål med den voksende forståelse af de sprog Bibelen oprindelig blev skrevet på, såvel som udviklingen i de sprog der oversættes til;" og der nævnes at man kan henvende sig til et afdelingskontor med spørgsmål og kritik vedr. oversættelsen.

## Bibelordbog og opslagsværk
Den danske studieudgave indeholder en bibelordbog med 4.500 bibelord med henvisninger til over 18.000 steder i bibeloversættelsen. Der findes også over 12.000 fodnoter med oplysninger af især teksthistorisk, tekstkritisk og sproglig art, og detaljer om hvilke bibelhåndskrifter der støtter den valgte læsemåde. Desuden findes et afsnit med 43 tillæg som giver uddybende oplysninger om en række særlige kontroversielle detaljer i oversættelsen, kort over de landområder der omtales i Bibelen, og fx mønt, vægt, mål og kalenderåret på Bibelens tid.
I forbindelse med oversættelsen af den første udgave af Ny Verden-Oversættelsen er der sideløbende på en række sprog udarbejdet et alfabetisk opslagsværk i to bind på mere end 2.500 sider med titlen Indsigt i den hellige skrift. I dette værk finder man detaljerede beskrivelser og kommentarer til alle bibelens bøger, de sprog de blev skrevet på, bibelens personer, steder, dyr, planter, begreber og andre ord der forekommer i Bibelen. Der er desuden en række geografiske kort fra forskellige tidsperioder, og fotos fra nogle af de steder der omtales i Bibelen. Dette opslagsværk findes desuden i en onlineudgave, dog uden billeder.

## Sammenligning med Bibelselskabets oversættelse
Der findes mange danske bibeloversættelser man kan sammenligne med, men det er mest nærliggende at sammenligne med den mest benyttede oversættelse, den der siden 1992 er blevet benyttet i Folkekirken.
Nedenfor findes en tabel med en række tekster fra Bibelselskabets danske autoriserede oversættelse fra 1992 (DA), sammenlignet med de tilsvarende tekster i Ny Verden-Oversættelsen (NV) fra 1993. En sammenligning af bibeloversættelser vil altid vise nogle forskelle på grund af sprogenes mange nuancer og detaljer, og oversætterens valg af udtryk. Der vil også være forskelle som skyldes forskellige formål med og krav til oversættelsen, og det ses når man sammenligner disse to oversættelser.
I forbindelse med Det Danske Bibelselskabs oversættelsesarbejde i årene før udgivelsen, blev der skrevet at ”det, Bibelselskabets prøveoversættelser sigter mod, er en kirkebibel" og "en dansk kirkebibel er en bibel, der består af oversættelser, som tager hensyn til dansk salmetradition ... til liturgien." Senere er der blevet skrevet "at oversætterne ved projektets start var indstillet på at anvende 'Jahve' i oversættelsen; et ønske der imidlertid blev underkendt af kirkelige hensyn". Oversætterne har altså her tilsyneladende haft en folkekirkelig tradition at tage hensyn til, som ser ud til at have fået en vis indflydelse på ordlyden.
Ved oversættelsen af Ny Verden-Oversættelsen angives der som formål ”at gengive grundtekstens autoritet, kraft, dynamik og ligefremhed i et forståeligt og nutidigt sprog … en næsten ord-for-ord-gengivelse af grundteksten … så konsekvent som muligt, hvilket vil sige at hvert eneste vigtigere hebraisk eller græsk ord eller udtryk gengives med ét tilsvarende dansk ord eller udtryk”.  Desuden at man "ville gerne have en oversættelse der drog nytte af den seneste (arkæologi- og sprog-) forskning, en der ikke var farvet af kristenhedens traditioner og trosbekendelser, en ordret oversættelse der trofast gengav hvad der stod i de oprindelige skrifter." Oversætterne har her angiveligt haft som mål at lægge sig så tæt op af originalteksten som muligt og at bruge et letforståeligt sprog, men uden at tage hensyn til tidligere oversættertraditioner.
| Bibelselskabets oversættelse 1992 (DA) | Ny Verden-Oversættelsen 1993 (NV) | Beskrivelse af forskelle |
| --- | --- | --- |
| Kilde: www.bibelen.dk | Kilde: www.jw.org; og wol.jw.org med fodnoter (*) | |
| Gud / en gud | | |
| Johannesevangelitet, kapitel 1, vers 1 | Johannesevangelitet, kapitel 1, vers 1 | NV gengiver den græske teksts bestemte form "guden" (τὸν θεόν) med "Gud", og den ubestemte form "gud" (θεὸς) med "en gud". Der anføres i et tillæg eksempler fra andre bibeloversættelser på forskellige sprog som oversætter på lignende måde, og en række eksempler fra DA og andre oversættelser hvor der i andre bibeltekster sættes "en" foran ubestemte græske navneord. Der henvises til en af de ældste oversættelser fra græsk, fra det 3. århundrede. Denne oversættelse til sahidisk oversætter med "en gud". DA skelner ikke mellem de to forskellige grammatiske former, svarende til de fleste andre bibeloversættelser. |
| I begyndelsen var Ordet, og Ordet var hos Gud, og Ordet var Gud. Han var i begyndelsen hos Gud. | I begyndelsen var Ordet,* og Ordet var hos Gud,* og Ordet var en gud.* Denne var i begyndelsen hos Gud. | NV gengiver den græske teksts bestemte form "guden" (τὸν θεόν) med "Gud", og den ubestemte form "gud" (θεὸς) med "en gud". Der anføres i et tillæg eksempler fra andre bibeloversættelser på forskellige sprog som oversætter på lignende måde, og en række eksempler fra DA og andre oversættelser hvor der i andre bibeltekster sættes "en" foran ubestemte græske navneord. Der henvises til en af de ældste oversættelser fra græsk, fra det 3. århundrede. Denne oversættelse til sahidisk oversætter med "en gud". DA skelner ikke mellem de to forskellige grammatiske former, svarende til de fleste andre bibeloversættelser. |
| Johannesevangelitet, kapitel 1, vers 18 | Johannesevangelitet, kapitel 1, vers 18 | DA har ordene ”som selv er” med, selv om de ikke findes i de fleste ældste håndskrifter. En fodnote omtaler dette i Bibelselskabets oversættelse fra 1948. NV gengiver ikke disse ord fordi de ikke findes i de fleste ældste græske håndskrifter, og de anses derfor for en uægte tilføjelse. |
| Ingen har nogen sinde set Gud; den Enbårne, som selv er Gud, og som er i Faderens favn, han er blevet hans tolk. | Ingen har nogen sinde set Gud; det er den enestefødte gud,* som ligger op mod Faderens bryst, der har forklaret ham. | DA har ordene ”som selv er” med, selv om de ikke findes i de fleste ældste håndskrifter. En fodnote omtaler dette i Bibelselskabets oversættelse fra 1948. NV gengiver ikke disse ord fordi de ikke findes i de fleste ældste græske håndskrifter, og de anses derfor for en uægte tilføjelse. |
| Herren / Jahve / Jehova | | |
| Anden Mosebog, kapitel 3, vers 15 | Anden Mosebog, kapitel 3, vers 15 | DA gengiver næsten altid de hebraiske teksts JHWH med ”Herren”, men bruger ”Jahve” 13 steder som i disse to eksempler. Bibelselskabets oversættelse fra 1931 skriver "HERREN" med kapitæler hvor navnet forekommer på hebraisk. NV gengiver navnet JHWH med ”Jehova” de knap 7000 gange det forekommer i den hebraiske originaltekst. Der benyttes "Jehova" frem for "Jahve" da det betragtes som den mest kendte gengivelse af navnet, idet det har været brugt på bygninger og i litteratur og musik i Europa i århundreder. NV bruger også ”Jehova” i oversættelsen af den græske tekst i NT. Det sker hvor der citeres fra et sted i det hebraiske GT hvor JHWH forekommer i den udgave af den græske oversættelse, Septuaginta, som skribenten menes at citere fra, eller hvor andre vidnesbyrd taler for at det har stået der. Der henvises til andre oversættelser på 120 sprog der benytter en form af "Jehova" i NT. I eksemplet fra Lukasevangeliet er det en udtalelse af Jesus, der citerer fra Salmernes Bog, kapitel 110, vers 1. |
| Gud sagde videre til Moses: "Sådan skal du sige til israelitterne: Jahve, jeres fædres Gud, Abrahams Gud, Isaks Gud og Jakobs Gud, har sendt mig til jer. Det er mit navn til evig tid, og sådan skal jeg kaldes i slægt efter slægt."                                              | Derpå sagde Gud yderligere til Moses: "Sådan skal du sige til Israels sønner: 'Jehova, jeres forfædres Gud, Abrahams Gud, Isaks Gud og Jakobs Gud, har sendt mig til jer.' Dette er mit navn for altid,* og det vil jeg huskes ved* fra generation til generation."                                                                                     | DA gengiver næsten altid de hebraiske teksts JHWH med ”Herren”, men bruger ”Jahve” 13 steder som i disse to eksempler. Bibelselskabets oversættelse fra 1931 skriver "HERREN" med kapitæler hvor navnet forekommer på hebraisk. NV gengiver navnet JHWH med ”Jehova” de knap 7000 gange det forekommer i den hebraiske originaltekst. Der benyttes "Jehova" frem for "Jahve" da det betragtes som den mest kendte gengivelse af navnet, idet det har været brugt på bygninger og i litteratur og musik i Europa i århundreder. NV bruger også ”Jehova” i oversættelsen af den græske tekst i NT. Det sker hvor der citeres fra et sted i det hebraiske GT hvor JHWH forekommer i den udgave af den græske oversættelse, Septuaginta, som skribenten menes at citere fra, eller hvor andre vidnesbyrd taler for at det har stået der. Der henvises til andre oversættelser på 120 sprog der benytter en form af "Jehova" i NT. I eksemplet fra Lukasevangeliet er det en udtalelse af Jesus, der citerer fra Salmernes Bog, kapitel 110, vers 1. |
| Jeremias Bog, kapitel 33, vers 2 | | DA gengiver næsten altid de hebraiske teksts JHWH med ”Herren”, men bruger ”Jahve” 13 steder som i disse to eksempler. Bibelselskabets oversættelse fra 1931 skriver "HERREN" med kapitæler hvor navnet forekommer på hebraisk. NV gengiver navnet JHWH med ”Jehova” de knap 7000 gange det forekommer i den hebraiske originaltekst. Der benyttes "Jehova" frem for "Jahve" da det betragtes som den mest kendte gengivelse af navnet, idet det har været brugt på bygninger og i litteratur og musik i Europa i århundreder. NV bruger også ”Jehova” i oversættelsen af den græske tekst i NT. Det sker hvor der citeres fra et sted i det hebraiske GT hvor JHWH forekommer i den udgave af den græske oversættelse, Septuaginta, som skribenten menes at citere fra, eller hvor andre vidnesbyrd taler for at det har stået der. Der henvises til andre oversættelser på 120 sprog der benytter en form af "Jehova" i NT. I eksemplet fra Lukasevangeliet er det en udtalelse af Jesus, der citerer fra Salmernes Bog, kapitel 110, vers 1. |
| Dette siger Herren, han som skabte jorden, Herren som formede og grundfæstede den, hans navn er Jahve: | Således har Jehova, som har frembragt jorden,* sagt, Jehova, som har dannet den for at grundfæste den, Jehova er hans navn: | DA gengiver næsten altid de hebraiske teksts JHWH med ”Herren”, men bruger ”Jahve” 13 steder som i disse to eksempler. Bibelselskabets oversættelse fra 1931 skriver "HERREN" med kapitæler hvor navnet forekommer på hebraisk. NV gengiver navnet JHWH med ”Jehova” de knap 7000 gange det forekommer i den hebraiske originaltekst. Der benyttes "Jehova" frem for "Jahve" da det betragtes som den mest kendte gengivelse af navnet, idet det har været brugt på bygninger og i litteratur og musik i Europa i århundreder. NV bruger også ”Jehova” i oversættelsen af den græske tekst i NT. Det sker hvor der citeres fra et sted i det hebraiske GT hvor JHWH forekommer i den udgave af den græske oversættelse, Septuaginta, som skribenten menes at citere fra, eller hvor andre vidnesbyrd taler for at det har stået der. Der henvises til andre oversættelser på 120 sprog der benytter en form af "Jehova" i NT. I eksemplet fra Lukasevangeliet er det en udtalelse af Jesus, der citerer fra Salmernes Bog, kapitel 110, vers 1. |
| Lukasevangeliet, kapitel 20, vers 42-43 | | DA gengiver næsten altid de hebraiske teksts JHWH med ”Herren”, men bruger ”Jahve” 13 steder som i disse to eksempler. Bibelselskabets oversættelse fra 1931 skriver "HERREN" med kapitæler hvor navnet forekommer på hebraisk. NV gengiver navnet JHWH med ”Jehova” de knap 7000 gange det forekommer i den hebraiske originaltekst. Der benyttes "Jehova" frem for "Jahve" da det betragtes som den mest kendte gengivelse af navnet, idet det har været brugt på bygninger og i litteratur og musik i Europa i århundreder. NV bruger også ”Jehova” i oversættelsen af den græske tekst i NT. Det sker hvor der citeres fra et sted i det hebraiske GT hvor JHWH forekommer i den udgave af den græske oversættelse, Septuaginta, som skribenten menes at citere fra, eller hvor andre vidnesbyrd taler for at det har stået der. Der henvises til andre oversættelser på 120 sprog der benytter en form af "Jehova" i NT. I eksemplet fra Lukasevangeliet er det en udtalelse af Jesus, der citerer fra Salmernes Bog, kapitel 110, vers 1. |
| David siger jo selv i Salmernes Bog: Herren sagde til min herre: Sæt dig ved min højre hånd, indtil jeg får lagt dine fjender som en skammel for dine fødder! | For David selv siger i Salmernes Bog: 'Jehova* sagde til min Herre: "Sæt dig ved min højre hånd indtil jeg lægger dine fjender som en skammel for dine fødder."' | DA gengiver næsten altid de hebraiske teksts JHWH med ”Herren”, men bruger ”Jahve” 13 steder som i disse to eksempler. Bibelselskabets oversættelse fra 1931 skriver "HERREN" med kapitæler hvor navnet forekommer på hebraisk. NV gengiver navnet JHWH med ”Jehova” de knap 7000 gange det forekommer i den hebraiske originaltekst. Der benyttes "Jehova" frem for "Jahve" da det betragtes som den mest kendte gengivelse af navnet, idet det har været brugt på bygninger og i litteratur og musik i Europa i århundreder. NV bruger også ”Jehova” i oversættelsen af den græske tekst i NT. Det sker hvor der citeres fra et sted i det hebraiske GT hvor JHWH forekommer i den udgave af den græske oversættelse, Septuaginta, som skribenten menes at citere fra, eller hvor andre vidnesbyrd taler for at det har stået der. Der henvises til andre oversættelser på 120 sprog der benytter en form af "Jehova" i NT. I eksemplet fra Lukasevangeliet er det en udtalelse af Jesus, der citerer fra Salmernes Bog, kapitel 110, vers 1. |
| Sjæl / liv / væsen | | |
| Ezekiels Bog, kapitel 18, vers 4 | Ezekiels Bog, kapitel 18, vers 4 | DA oversætter det hebraiske ord næ′fæsj (græsk psychē′) med forskellige ord, som her liv og væsen. Nogle steder udelades det, som i den sidste sætning vist her fra Ezekiels Bog. Andre steder bruges ordet ”sjæl” selv om det ikke specifikt forekommer i den hebraiske tekst, som her i Josvabogen. NV oversætter med ”sjæl” alle gange hvor næ′fæsj (græsk psychē′) forekommer i originalteksten. |
| Alle menneskers liv tilhører mig; faderens liv såvel som sønnens liv tilhører mig. Den, der synder, skal dø! | Se, alle sjælene* tilhører mig. Såvel faderens sjæl som sønnens sjæl — de tilhører mig. Den sjæl der synder, den skal dø.* | DA oversætter det hebraiske ord næ′fæsj (græsk psychē′) med forskellige ord, som her liv og væsen. Nogle steder udelades det, som i den sidste sætning vist her fra Ezekiels Bog. Andre steder bruges ordet ”sjæl” selv om det ikke specifikt forekommer i den hebraiske tekst, som her i Josvabogen. NV oversætter med ”sjæl” alle gange hvor næ′fæsj (græsk psychē′) forekommer i originalteksten. |
| Første Mosebog, kapitel 2, vers 7 | | DA oversætter det hebraiske ord næ′fæsj (græsk psychē′) med forskellige ord, som her liv og væsen. Nogle steder udelades det, som i den sidste sætning vist her fra Ezekiels Bog. Andre steder bruges ordet ”sjæl” selv om det ikke specifikt forekommer i den hebraiske tekst, som her i Josvabogen. NV oversætter med ”sjæl” alle gange hvor næ′fæsj (græsk psychē′) forekommer i originalteksten. |
| Da formede Gud Herren mennesket af jord og blæste livsånde i hans næsebor, så mennesket blev et levende væsen. | Så dannede Jehova Gud mennesket af støv* fra jorden og blæste livsånde* ind i hans næsebor, og mennesket blev en levende sjæl. | DA oversætter det hebraiske ord næ′fæsj (græsk psychē′) med forskellige ord, som her liv og væsen. Nogle steder udelades det, som i den sidste sætning vist her fra Ezekiels Bog. Andre steder bruges ordet ”sjæl” selv om det ikke specifikt forekommer i den hebraiske tekst, som her i Josvabogen. NV oversætter med ”sjæl” alle gange hvor næ′fæsj (græsk psychē′) forekommer i originalteksten. |
| Josvabogen, kapitel 10, vers 40 | | DA oversætter det hebraiske ord næ′fæsj (græsk psychē′) med forskellige ord, som her liv og væsen. Nogle steder udelades det, som i den sidste sætning vist her fra Ezekiels Bog. Andre steder bruges ordet ”sjæl” selv om det ikke specifikt forekommer i den hebraiske tekst, som her i Josvabogen. NV oversætter med ”sjæl” alle gange hvor næ′fæsj (græsk psychē′) forekommer i originalteksten. |
| Der var ingen, der overlevede; hver levende sjæl lagde han band på, sådan som Herren, Israels Gud, havde befalet. | Han lod ingen overlevende blive tilbage, og alt hvad der trækker vejret* viede han til udslettelse, sådan som Jehova, Israels Gud, havde påbudt. | DA oversætter det hebraiske ord næ′fæsj (græsk psychē′) med forskellige ord, som her liv og væsen. Nogle steder udelades det, som i den sidste sætning vist her fra Ezekiels Bog. Andre steder bruges ordet ”sjæl” selv om det ikke specifikt forekommer i den hebraiske tekst, som her i Josvabogen. NV oversætter med ”sjæl” alle gange hvor næ′fæsj (græsk psychē′) forekommer i originalteksten. |
| Kors / pæl / bjælke | | |
| Apostlenes Gerninger, kapitel 5, vers 30 | Apostlenes Gerninger, kapitel 5, vers 30 | DA oversætter det græske ord stauros′ med ”kors” og ”korsfæste”. Det græske ord xy’lon oversættes med ”et træ”, og det tilsvarende hebræiske ord med ”bjælke”. NV oversætter stauros′ med ”marterpæl”, ”pælfæste” og oversætter xy’lon med ”en pæl” eller ”bjælke”. I et tillæg konkluderer oversætterne bl.a.: "Der er med andre ord ingen beviser for at Jesus Kristus blev henrettet på en pæl med tværstykke. Vi ønsker ikke at lægge noget til Guds skrevne ord ved at indføje det hedenske korsbegreb i de inspirerede skrifter, men gengiver stauros′ og xy′lon i overensstemmelse med grundbetydningen af disse ord." |
| Vore fædres Gud har oprejst Jesus, som I dræbte ved at hænge ham på et træ. | Vore forfædres Gud har oprejst Jesus, som I slog ihjel ved at hænge ham på en pæl. | DA oversætter det græske ord stauros′ med ”kors” og ”korsfæste”. Det græske ord xy’lon oversættes med ”et træ”, og det tilsvarende hebræiske ord med ”bjælke”. NV oversætter stauros′ med ”marterpæl”, ”pælfæste” og oversætter xy’lon med ”en pæl” eller ”bjælke”. I et tillæg konkluderer oversætterne bl.a.: "Der er med andre ord ingen beviser for at Jesus Kristus blev henrettet på en pæl med tværstykke. Vi ønsker ikke at lægge noget til Guds skrevne ord ved at indføje det hedenske korsbegreb i de inspirerede skrifter, men gengiver stauros′ og xy′lon i overensstemmelse med grundbetydningen af disse ord." |
| Markusevangeliet, kapitel 8, vers 34 | | DA oversætter det græske ord stauros′ med ”kors” og ”korsfæste”. Det græske ord xy’lon oversættes med ”et træ”, og det tilsvarende hebræiske ord med ”bjælke”. NV oversætter stauros′ med ”marterpæl”, ”pælfæste” og oversætter xy’lon med ”en pæl” eller ”bjælke”. I et tillæg konkluderer oversætterne bl.a.: "Der er med andre ord ingen beviser for at Jesus Kristus blev henrettet på en pæl med tværstykke. Vi ønsker ikke at lægge noget til Guds skrevne ord ved at indføje det hedenske korsbegreb i de inspirerede skrifter, men gengiver stauros′ og xy′lon i overensstemmelse med grundbetydningen af disse ord." |
| Hvis nogen vil følge efter mig, skal han fornægte sig selv og tage sit kors op og følge mig. | Hvis nogen ønsker at efterfølge mig, så lad ham sige nej til sig selv og tage sin marterpæl* op og følge mig til stadighed. | DA oversætter det græske ord stauros′ med ”kors” og ”korsfæste”. Det græske ord xy’lon oversættes med ”et træ”, og det tilsvarende hebræiske ord med ”bjælke”. NV oversætter stauros′ med ”marterpæl”, ”pælfæste” og oversætter xy’lon med ”en pæl” eller ”bjælke”. I et tillæg konkluderer oversætterne bl.a.: "Der er med andre ord ingen beviser for at Jesus Kristus blev henrettet på en pæl med tværstykke. Vi ønsker ikke at lægge noget til Guds skrevne ord ved at indføje det hedenske korsbegreb i de inspirerede skrifter, men gengiver stauros′ og xy′lon i overensstemmelse med grundbetydningen af disse ord." |
| Matthæusevangeliet, kapitel 26, vers 2 | | DA oversætter det græske ord stauros′ med ”kors” og ”korsfæste”. Det græske ord xy’lon oversættes med ”et træ”, og det tilsvarende hebræiske ord med ”bjælke”. NV oversætter stauros′ med ”marterpæl”, ”pælfæste” og oversætter xy’lon med ”en pæl” eller ”bjælke”. I et tillæg konkluderer oversætterne bl.a.: "Der er med andre ord ingen beviser for at Jesus Kristus blev henrettet på en pæl med tværstykke. Vi ønsker ikke at lægge noget til Guds skrevne ord ved at indføje det hedenske korsbegreb i de inspirerede skrifter, men gengiver stauros′ og xy′lon i overensstemmelse med grundbetydningen af disse ord." |
| I ved, at om to dage er det påske, og så udleveres Menneskesønnen til at korsfæstes. | I ved at om to dage er det påske, og så skal Menneskesønnen overgives til at pælfæstes. | DA oversætter det græske ord stauros′ med ”kors” og ”korsfæste”. Det græske ord xy’lon oversættes med ”et træ”, og det tilsvarende hebræiske ord med ”bjælke”. NV oversætter stauros′ med ”marterpæl”, ”pælfæste” og oversætter xy’lon med ”en pæl” eller ”bjælke”. I et tillæg konkluderer oversætterne bl.a.: "Der er med andre ord ingen beviser for at Jesus Kristus blev henrettet på en pæl med tværstykke. Vi ønsker ikke at lægge noget til Guds skrevne ord ved at indføje det hedenske korsbegreb i de inspirerede skrifter, men gengiver stauros′ og xy′lon i overensstemmelse med grundbetydningen af disse ord." |
| Ezras Bog, kapitel 6, vers 11 | | DA oversætter det græske ord stauros′ med ”kors” og ”korsfæste”. Det græske ord xy’lon oversættes med ”et træ”, og det tilsvarende hebræiske ord med ”bjælke”. NV oversætter stauros′ med ”marterpæl”, ”pælfæste” og oversætter xy’lon med ”en pæl” eller ”bjælke”. I et tillæg konkluderer oversætterne bl.a.: "Der er med andre ord ingen beviser for at Jesus Kristus blev henrettet på en pæl med tværstykke. Vi ønsker ikke at lægge noget til Guds skrevne ord ved at indføje det hedenske korsbegreb i de inspirerede skrifter, men gengiver stauros′ og xy′lon i overensstemmelse med grundbetydningen af disse ord." |
| Jeg udsteder også en befaling om, at enhver, der overtræder denne bestemmelse, som straf skal have en bjælke revet ud af sit hus; på den skal han hænges op og nagles fast, og hans hus skal lægges i grus.                                                                         | Og af mig er der udstedt en befaling om at enhver som overtræder dette dekret,* skal have en bjælke revet ud af sit hus og pælfæstes på den,* og hans hus skal på grund af dette gøres til et offentligt nødtørftssted. | DA oversætter det græske ord stauros′ med ”kors” og ”korsfæste”. Det græske ord xy’lon oversættes med ”et træ”, og det tilsvarende hebræiske ord med ”bjælke”. NV oversætter stauros′ med ”marterpæl”, ”pælfæste” og oversætter xy’lon med ”en pæl” eller ”bjælke”. I et tillæg konkluderer oversætterne bl.a.: "Der er med andre ord ingen beviser for at Jesus Kristus blev henrettet på en pæl med tværstykke. Vi ønsker ikke at lægge noget til Guds skrevne ord ved at indføje det hedenske korsbegreb i de inspirerede skrifter, men gengiver stauros′ og xy′lon i overensstemmelse med grundbetydningen af disse ord." |
| Dødsriget / Helvede / Hades / Sheol / Gehenna | | |
| Johannes’ Åbenbaring, kapitel 1, vers 18 | Johannes’ Åbenbaring, kapitel 1, vers 18 | DA oversætter det græske Hades (hai′dēs) og det hebraiske Sheol (sje’ōl′) med ”dødsriget.” Det græske Gehenna (ge′enna) oversættes med ”Helvede”. NV lader ordene stå uoversat, og beskriver betydningen i to tillæg. Hades og Sheol beskrives som jorden der som en fællesgrav optager hele menneskehedens døde i sig. Det nævnes at ordene ikke indeholder nogen tanke om eller hentydning til hverken nydelse eller pine. NV's tillæg beskriver Gehen’na, ”Hinnoms Dal”, som en losseplads uden for Jerusalem hvor man brændte affald og lig af henrettede forbrydere, og som blev omtalt af Jesus som et symbol på evig udslettelse. |
| Jeg var død, og se, jeg lever i evighedernes evigheder, og jeg har nøglerne til døden og dødsriget. | jeg var død, men se! jeg lever i evighedernes evigheder, og jeg har dødens og Ha′des’* nøgler. | DA oversætter det græske Hades (hai′dēs) og det hebraiske Sheol (sje’ōl′) med ”dødsriget.” Det græske Gehenna (ge′enna) oversættes med ”Helvede”. NV lader ordene stå uoversat, og beskriver betydningen i to tillæg. Hades og Sheol beskrives som jorden der som en fællesgrav optager hele menneskehedens døde i sig. Det nævnes at ordene ikke indeholder nogen tanke om eller hentydning til hverken nydelse eller pine. NV's tillæg beskriver Gehen’na, ”Hinnoms Dal”, som en losseplads uden for Jerusalem hvor man brændte affald og lig af henrettede forbrydere, og som blev omtalt af Jesus som et symbol på evig udslettelse. |
| Prædikerens Bog, kapitel 9, vers 5 - 10 | | DA oversætter det græske Hades (hai′dēs) og det hebraiske Sheol (sje’ōl′) med ”dødsriget.” Det græske Gehenna (ge′enna) oversættes med ”Helvede”. NV lader ordene stå uoversat, og beskriver betydningen i to tillæg. Hades og Sheol beskrives som jorden der som en fællesgrav optager hele menneskehedens døde i sig. Det nævnes at ordene ikke indeholder nogen tanke om eller hentydning til hverken nydelse eller pine. NV's tillæg beskriver Gehen’na, ”Hinnoms Dal”, som en losseplads uden for Jerusalem hvor man brændte affald og lig af henrettede forbrydere, og som blev omtalt af Jesus som et symbol på evig udslettelse. |
| For de levende ved, at de skal dø, men de døde ved ingenting! ... i dødsriget, hvor du går hen, er der ingen handling eller sammenhæng, ingen kundskab eller visdom. | De levende ved nemlig* at de skal dø, men de døde* ved slet ingenting ... for der er hverken virksomhed eller planlægning eller kundskab eller visdom i She′ol* hvor du går hen. | DA oversætter det græske Hades (hai′dēs) og det hebraiske Sheol (sje’ōl′) med ”dødsriget.” Det græske Gehenna (ge′enna) oversættes med ”Helvede”. NV lader ordene stå uoversat, og beskriver betydningen i to tillæg. Hades og Sheol beskrives som jorden der som en fællesgrav optager hele menneskehedens døde i sig. Det nævnes at ordene ikke indeholder nogen tanke om eller hentydning til hverken nydelse eller pine. NV's tillæg beskriver Gehen’na, ”Hinnoms Dal”, som en losseplads uden for Jerusalem hvor man brændte affald og lig af henrettede forbrydere, og som blev omtalt af Jesus som et symbol på evig udslettelse. |
| Matthæusevangeliet, kapitel 5, vers 29 | | DA oversætter det græske Hades (hai′dēs) og det hebraiske Sheol (sje’ōl′) med ”dødsriget.” Det græske Gehenna (ge′enna) oversættes med ”Helvede”. NV lader ordene stå uoversat, og beskriver betydningen i to tillæg. Hades og Sheol beskrives som jorden der som en fællesgrav optager hele menneskehedens døde i sig. Det nævnes at ordene ikke indeholder nogen tanke om eller hentydning til hverken nydelse eller pine. NV's tillæg beskriver Gehen’na, ”Hinnoms Dal”, som en losseplads uden for Jerusalem hvor man brændte affald og lig af henrettede forbrydere, og som blev omtalt af Jesus som et symbol på evig udslettelse. |
| for du er bedre tjent med, at et af dine lemmer går tabt, end med, at hele dit legeme kastes i Helvede. | Det er nemlig bedre for dig at en af dine legemsdele går tabt end at hele dit legeme havner i Gehen′na. | DA oversætter det græske Hades (hai′dēs) og det hebraiske Sheol (sje’ōl′) med ”dødsriget.” Det græske Gehenna (ge′enna) oversættes med ”Helvede”. NV lader ordene stå uoversat, og beskriver betydningen i to tillæg. Hades og Sheol beskrives som jorden der som en fællesgrav optager hele menneskehedens døde i sig. Det nævnes at ordene ikke indeholder nogen tanke om eller hentydning til hverken nydelse eller pine. NV's tillæg beskriver Gehen’na, ”Hinnoms Dal”, som en losseplads uden for Jerusalem hvor man brændte affald og lig af henrettede forbrydere, og som blev omtalt af Jesus som et symbol på evig udslettelse. |
| Andre eksempler på grammatiske forskelle | | |
| Første Mosebog, kapitel 1, vers 3 og 14-15 | Første Mosebog, kapitel 1, vers 3 og 14-15 | Vers 3 er første skabelsesdag, men vers 14 er fjerde skabelsesdag. NV skelner her mellem to forskellige hebraiske ord, ōr som betyder lys, og ma’ōr′ som betyder en lysgiver eller lyskilde. DA oversætter begge ord med ”lys”. |
| V.3: Gud sagde: "Der skal være lys!" Og der blev lys. V.14: Gud sagde: "Der skal være lys på himmelhvælvingen til at skille dag fra nat. De skal tjene som tegn til at fastsætte festtider, dage og år, og de skal være lys på himmelhvælvingen til at oplyse jorden!"              | V.3: Da sagde* Gud: "Lad der blive lys." Så blev der lys. V.14: Og Gud sagde videre: "Lad der komme lysgivere på den udstrakte himmel til at sætte skel mellem dagen og natten; og de skal tjene til tegn og til afmærkning af årstider og til afmærkning af dage og år. Og de skal tjene som lysgivere på den udstrakte himmel til at lyse på jorden." | Vers 3 er første skabelsesdag, men vers 14 er fjerde skabelsesdag. NV skelner her mellem to forskellige hebraiske ord, ōr som betyder lys, og ma’ōr′ som betyder en lysgiver eller lyskilde. DA oversætter begge ord med ”lys”. |
| Første Mosebog, kapitel 2, vers 2-3 | Første Mosebog, kapitel 2, vers 2-3 | NV angiver i fodnoten at det hebraiske verbum der er oversat med "gav han sig til at hvile" står i imperfektum og derfor angiver en ufuldstændig, fortsat eller fremadskridende handling. DA oversætter verberne som datid. |
| På den syvende dag var Gud færdig med det arbejde, han havde udført, og på den syvende dag hvilede han efter alt det arbejde, han havde udført. Gud velsignede den syvende dag og helligede den, for på den dag hvilede han efter alt det arbejde, han havde udført, da han skabte. | Og da Gud på den syvende dag var færdig med sit værk som han havde frembragt, gav han sig på den syvende dag til at hvile* fra hele sit værk som han havde frembragt. Og Gud velsignede den syvende dag og helligede den,* for på den hviler* Gud fra hele sit værk som han har skabt i den hensigt at frembringe [det].*                               | NV angiver i fodnoten at det hebraiske verbum der er oversat med "gav han sig til at hvile" står i imperfektum og derfor angiver en ufuldstændig, fortsat eller fremadskridende handling. DA oversætter verberne som datid. |
| Matthæusevangeliet, kapitel 7, vers 7 | Matthæusevangeliet, kapitel 7, vers 7 | NV udtrykker med "bliv ved med" at verberne her grammatisk er imperfektum der viser at handlingen er vedvarende. Den samme verbalform bruges til at udtrykke at man ophører med en handlemåde man ellers har fulgt, her oversat "hold op med". DA oversætter verberne i bydemåde. |
| Bed, så skal der gives jer; søg, så skal I finde; bank på, så skal der lukkes op for jer. | Bliv ved med at bede, og der vil blive givet jer; bliv ved med at søge, og I vil finde; bliv ved med at banke på, og der vil blive lukket op for jer. | NV udtrykker med "bliv ved med" at verberne her grammatisk er imperfektum der viser at handlingen er vedvarende. Den samme verbalform bruges til at udtrykke at man ophører med en handlemåde man ellers har fulgt, her oversat "hold op med". DA oversætter verberne i bydemåde. |
| Matthæusevangeliet, kapitel 6, vers 19 | | NV udtrykker med "bliv ved med" at verberne her grammatisk er imperfektum der viser at handlingen er vedvarende. Den samme verbalform bruges til at udtrykke at man ophører med en handlemåde man ellers har fulgt, her oversat "hold op med". DA oversætter verberne i bydemåde. |
| Saml jer ikke skatte på jorden, hvor møl og rust fortærer, og hvor tyve bryder ind og stjæler. | Hold op med at samle jer værdier her på jorden, hvor møl og rust fortærer, og hvor tyve bryder ind og stjæler. | NV udtrykker med "bliv ved med" at verberne her grammatisk er imperfektum der viser at handlingen er vedvarende. Den samme verbalform bruges til at udtrykke at man ophører med en handlemåde man ellers har fulgt, her oversat "hold op med". DA oversætter verberne i bydemåde. |
| Første Johannesbrev, kapitel 2, vers 1 | Første Johannesbrev, kapitel 2, vers 1 | NV angiver i fodnoten at der her i originalteksten bruges en verbalform, aorist, som bruges om enkeltstående handlinger, i modsætning til at ’øve synd’. DA bruger det generelle udtryk, ”synde”. |
| Mine børn, dette skriver jeg til jer, for at I ikke skal synde. Men hvis nogen synder, har vi en talsmand hos Faderen, Jesus Kristus, den retfærdige | Mine småbørn, jeg skriver dette til jer for at I ikke skal begå en synd.* Og dog, hvis nogen begår en synd, har vi en hjælper* hos Faderen, Jesus Kristus, en retfærdig. | NV angiver i fodnoten at der her i originalteksten bruges en verbalform, aorist, som bruges om enkeltstående handlinger, i modsætning til at ’øve synd’. DA bruger det generelle udtryk, ”synde”. |
| Tilføjede eller manglende ord, tegnsætning | | |
| Apostlenes Gerninger, kapitel 11, vers 26 | Apostlenes Gerninger, kapitel 11, vers 26 | DA udelader som mange andre oversættelser ”guddommeligt”. NV har ordet med, som fx også Young’s Literal Translation har (”devinely”). |
| Og det var i Antiokia, at man første gang kaldte disciplene kristne. | Og det var i Antio′chia at disciplene ved guddommeligt forsyn for første gang blev kaldt* kristne.* | DA udelader som mange andre oversættelser ”guddommeligt”. NV har ordet med, som fx også Young’s Literal Translation har (”devinely”). |
| Lukasevangeliet, kapitel 23, vers 43 | Lukasevangeliet, kapitel 23, vers 43 | NV henviser i fodnoten til at den græske tekst på grund af datidens manglende tegnsætning kan forstås på begge måder. Der citeres en syrisk oversættelse fra det 5. årh. der siger "Amen, jeg siger dig i dag at du skal være med mig i Edens Have.", og til sammenhængen: bl.a. at Jesus på forhånd sagde at han først ville oprejses på tredjedagen. |
| Og Jesus sagde til ham: "Sandelig siger jeg dig: I dag skal du være med mig i Paradis." | Og han sagde til ham: "I sandhed, jeg siger dig i dag:* Du skal være med mig i Paradiset."* | NV henviser i fodnoten til at den græske tekst på grund af datidens manglende tegnsætning kan forstås på begge måder. Der citeres en syrisk oversættelse fra det 5. årh. der siger "Amen, jeg siger dig i dag at du skal være med mig i Edens Have.", og til sammenhængen: bl.a. at Jesus på forhånd sagde at han først ville oprejses på tredjedagen. |
| Jeremias Bog, kapitel 33, vers 2 | Jeremias Bog, kapitel 33, vers 2 | NV bruger kantede parenteser for at synliggøre ord som ikke forekommer i originalteksten, men som er en fortolkning der er tilføjet af oversætterne for forståelsens skyld. DA har ikke markering af tilføjede ord. |
| Dette siger Herren, han som skabte jorden, Herren som formede og grundfæstede den, hans navn er Jahve | Således har Jehova, som har frembragt [jorden],* sagt, Jehova, som har dannet den for at grundfæste den, Jehova er hans navn | NV bruger kantede parenteser for at synliggøre ord som ikke forekommer i originalteksten, men som er en fortolkning der er tilføjet af oversætterne for forståelsens skyld. DA har ikke markering af tilføjede ord. |
| Lukasevangeliet, kapitel 11, vers 41-42 | | NV bruger kantede parenteser for at synliggøre ord som ikke forekommer i originalteksten, men som er en fortolkning der er tilføjet af oversætterne for forståelsens skyld. DA har ikke markering af tilføjede ord. |
| Men giv det, der er indeni, som almisse; så er alting rent for jer. Ve jer, farisæere! I giver tiende af mynte og rude og af alle slags grønsager, men kommer let om ved ret og kærlighed til Gud.                                                                                  | Dog, giv det der er indeni som barmhjertighedsgaver, og se, alt [andet] ved jer er rent.* Men ve jer, I farisæere, for I giver tiende af jeres mynte og rude og af enhver [anden] urt, men ret og kærlighed til Gud* forbigår I! | NV bruger kantede parenteser for at synliggøre ord som ikke forekommer i originalteksten, men som er en fortolkning der er tilføjet af oversætterne for forståelsens skyld. DA har ikke markering af tilføjede ord. |
| Kolossenserbrevet, kapitel 1, vers 15-16 | | NV bruger kantede parenteser for at synliggøre ord som ikke forekommer i originalteksten, men som er en fortolkning der er tilføjet af oversætterne for forståelsens skyld. DA har ikke markering af tilføjede ord. |
| Han er den usynlige Guds billede, al skabnings førstefødte. I ham blev alting skabt i himlene og på jorden | Han er den usynlige Guds billede, al skabnings førstefødte, for ved hjælp af ham er alt [andet]* blevet skabt i himlene og på jorden | NV bruger kantede parenteser for at synliggøre ord som ikke forekommer i originalteksten, men som er en fortolkning der er tilføjet af oversætterne for forståelsens skyld. DA har ikke markering af tilføjede ord. |

## Eksterne links
Online-udgaver af bibeloversættelsen "Ny Verden-oversættelsen af De Hellige Skrifter":
- Web-udgave på dansk og andre sprog (Studieudgave med fodnoter, henvisninger, ordbog og tillæg med kommentarer til oversættelsen)
- E-bog til download og web-udgave på dansk og andre sprog (Standardudgave med færre fodnoter, tillæg og opslagsord end i studieudgaven)
- Lydbog til download på dansk og andre sprog

Online-udgaver af opslagsværket "Indsigt i den hellige skrift:"
- Web-udgave på dansk og andre sprog (Uden kort og fotos)